# Olympische Sommerspiele 2000/Teilnehmer (Tansania)
| Gelbes Symbol für Goldmedaillen mit stilisierten Olympischen Ringen | Graues Symbol für Silbermedaillen mit stilisierten Olympischen Ringen | Braundes Symbol für Bronzemedaillen mit stilisierten Olympischen Ringen |
| ------------------------------------------------------------------- | --------------------------------------------------------------------- | ----------------------------------------------------------------------- |
| —                                                                   | —                                                                     | —                                                                       |

Tansania nahm an den Olympischen Sommerspielen 2000 in der australischen Metropole Sydney mit vier Athleten, einer Frau und drei Männern, in einer Sportart teil.
Seit 1964 war es die neunte Teilnahme des afrikanischen Staates an Olympischen Sommerspielen.

## Flaggenträger
Die Leichtathletin Restituta Joseph trug die Flagge Tansanias während der Eröffnungsfeier im Stadium Australia.

## Übersicht der Teilnehmer

### Leichtathletik
- Amnaay Zebedayo Bayo
Marathon: 61. Platz, 2:26:24 h
- Angelo Simon
Marathon: Lauf nicht beendet
- Fokasi Wilbrod
Marathon: Lauf nicht beendet
- Restituta Joseph
Frauen, 5000 m: nicht angetreten
Frauen, 10.000 m: 33:12,18 min, nicht für die zweite Runde qualifiziert